# Cairn Curran Reservoir
Cairn Curran Reservoir är en reservoar i Australien. Den ligger i delstaten Victoria, omkring 120 kilometer nordväst om delstatshuvudstaden Melbourne. Cairn Curran Reservoir ligger 202 meter över havet. Arean är 9,3 kvadratkilometer. Den sträcker sig 10,6 kilometer i nord-sydlig riktning, och 5,6 kilometer i öst-västlig riktning.
Trakten runt Cairn Curran Reservoir består i huvudsak av gräsmarker. Runt Cairn Curran Reservoir är det mycket glesbefolkat, med 7 invånare per kvadratkilometer. Genomsnittlig årsnederbörd är 782 millimeter. Den regnigaste månaden är juli, med i genomsnitt 92 mm nederbörd, och den torraste är januari, med 22 mm nederbörd.